# Ericthonius fasciatus
Ericthonius fasciatus är en kräftdjursart som först beskrevs av William Stimpson 1853.  Ericthonius fasciatus ingår i släktet Ericthonius och familjen Ischyroceridae. Arten är reproducerande i Sverige. Inga underarter finns listade i Catalogue of Life.